# Occa Johanna Ripperda

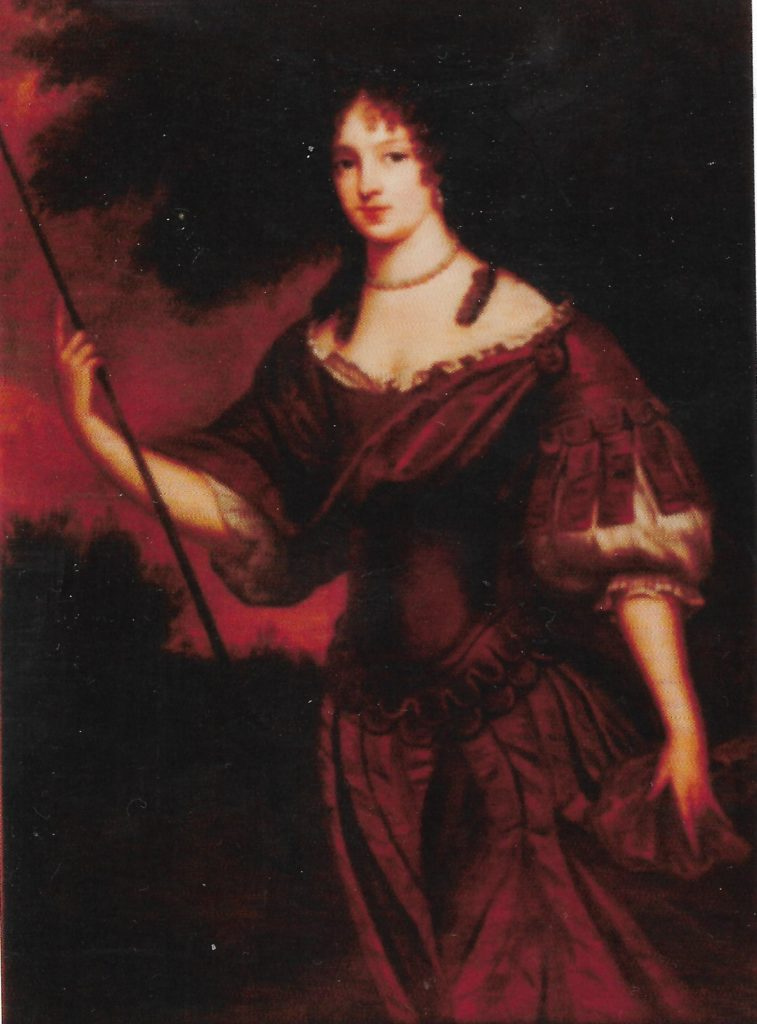
Occa Johanna Ripperda als Minerva im Alter von vierzehn Jahren (ca. 1633)

Occa Johanna Freiin von Ripperda (* 2. Februar 1619 auf Burg Farmsum; † 23. November 1686 im Stockholmer Schloss) war eine der bedeutendsten und am weitesten gereisten friesischen Frauen des 17. Jahrhunderts. Sie war Obersthofmeisterin der Königin Hedwig Eleonora von Schweden und bekleidete damit das höchste Amt am Hofe der Königin, die im 17. Jahrhundert als mächtigste Monarchin Nordeuropas galt.

## Leben

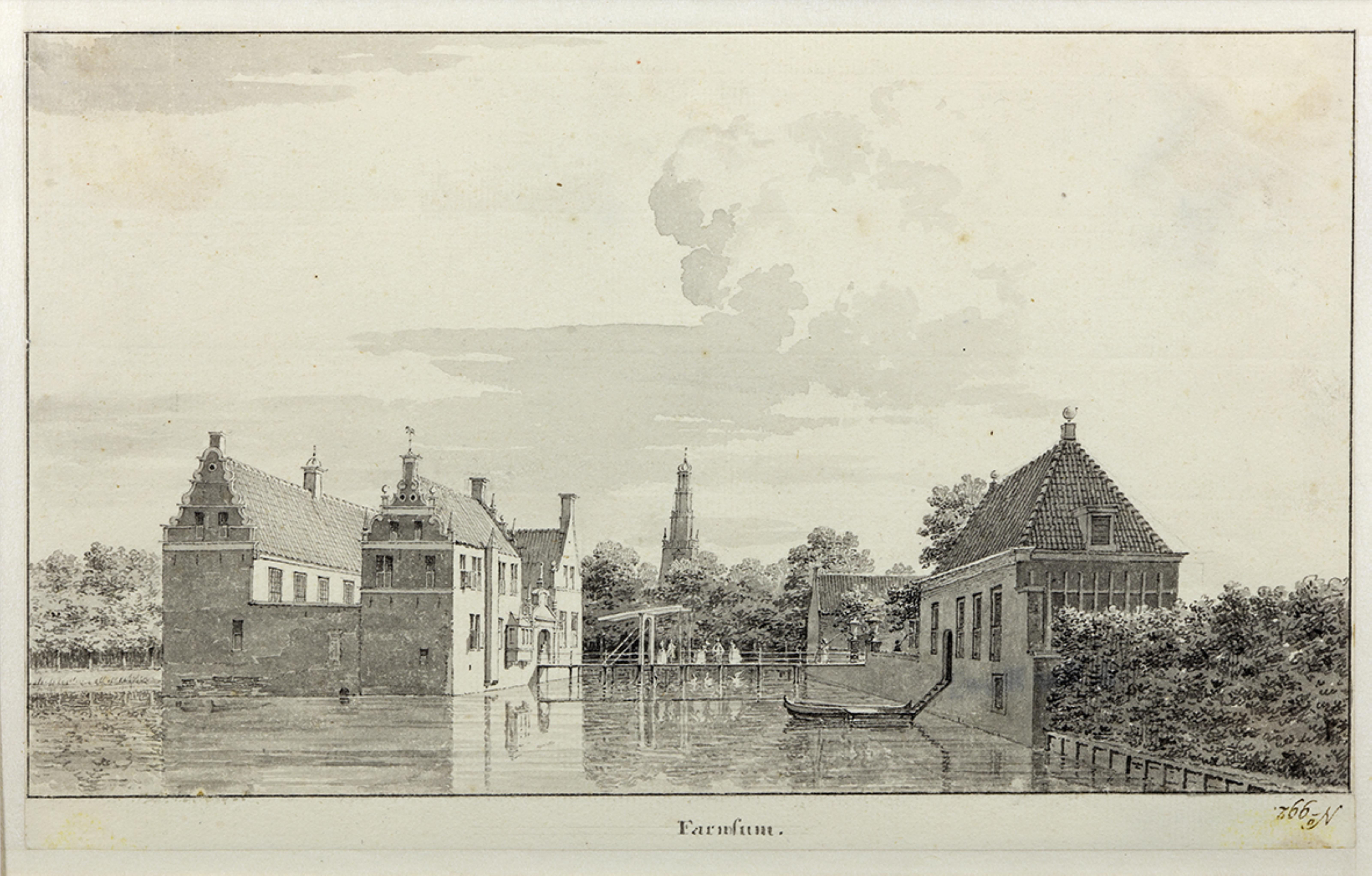
Die Burg in Farmsum

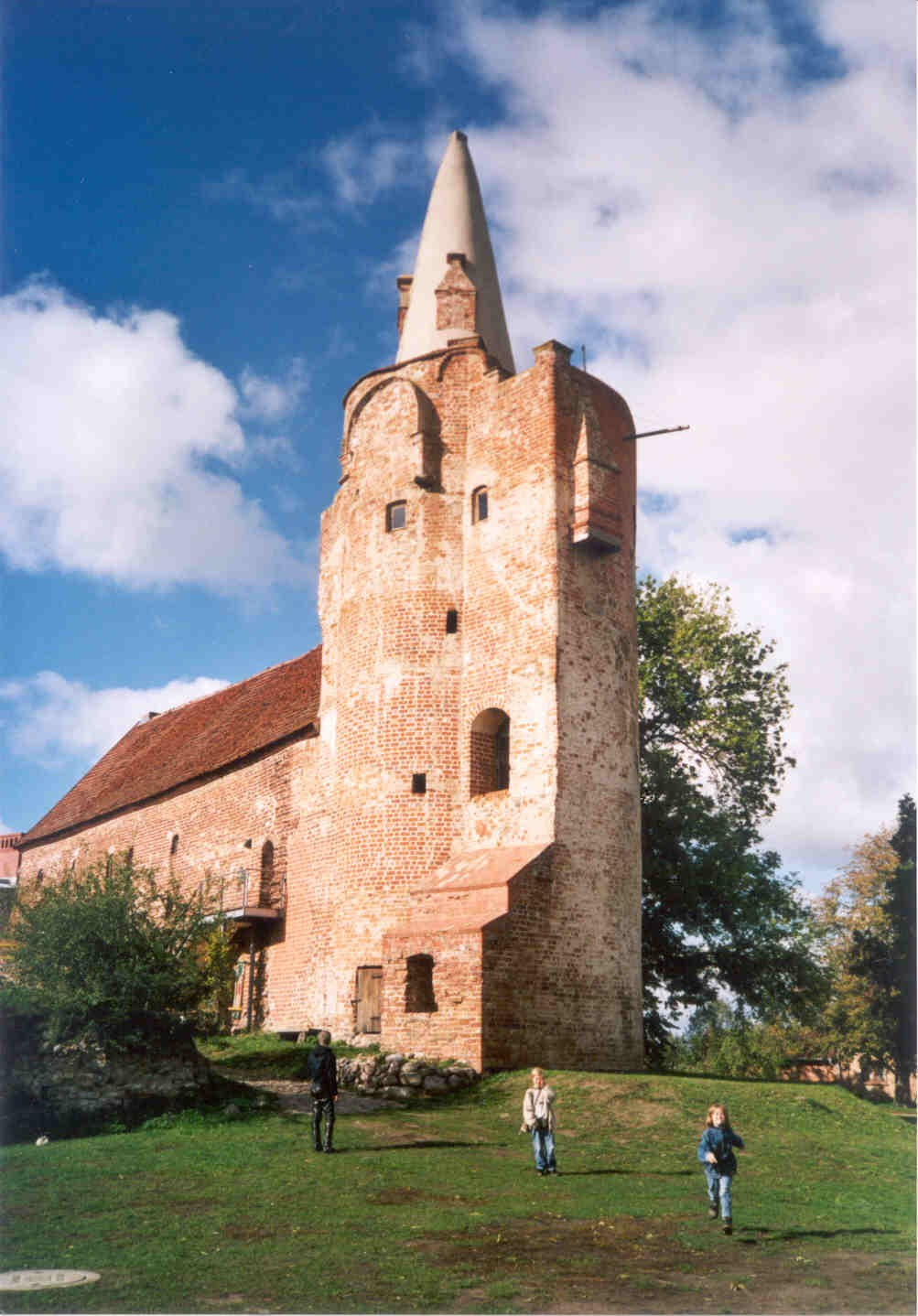
Burg Klempenow

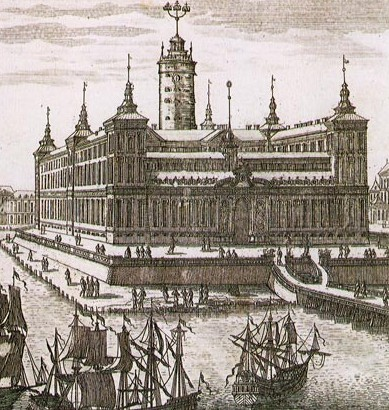
Das Stockholmer Schloss zu Lebzeiten Occas

Occa Johanna Ripperda wurde 1619 auf Burg Farmsum als Tochter des Herren zu Farmsum (bei Delfzijl am Dollart, Niederlande), Hero Maurits Reichsfreiherr von Ripperda, geboren. Ihre Mutter Anna Margaretha Rengers war Erbfrau zu Hellum (heute ein Dorf in den Niederlanden, Ortsteil der Gemeinde Midden-Groningen). Sie hatte vier Geschwister: Joachim, Edzard, Anna und Hayo.
Kindheit und Jugend verbrachte sie in der Provinz Friesland und in Den Haag, wo ihr Vater von 1624 bis 1625 Rechnungsrat der Generalstaaten war. Danach kehrte die Familie nach Farmsum zurück. Die älteste Tochter Occa aber wurde in die Obhut ihrer Tante übergeben, die mit ihrem Mann Jürgen Freiherr von Ripperda im Steinhaus Dekemastate in Jelsum lebte. Nach dem Tod ihrer Tante im Jahre 1633 zog sie wieder in ihr Elternhaus in Farmsum, wo sie vermutlich bis zu ihrer Eheschließung lebte. 1633 soll auch das Gemälde entstanden sein, das sie als Minerva zeigt.
1639 heiratete sie auf der Klunderburg in Emden den ostfriesischen Adeligen Enno Adam Freiherr von Inn- und Knyphausen zu Jennelt, Sohn des schwedischen Feldmarschalls Dodo zu Innhausen und Knyphausen. Die Familie bewohnte die Burg zu Jennelt, das Schloss Klempenow in Pommern und die Klunderburg zu Emden. Ihr Mann wurde nach dem Tod seines Vaters Oberst in schwedischen Diensten. 1640 trat er im selben Rang in den Dienst der Generalstaaten. In Farmsum, wo Occa ihrer Mutter und ihrer Schwester häufig Gesellschaft leistete, wurden zwischen 1641 und 1648 vier Kinder geboren, darunter auch Dodo (II.) zu Innhausen und Knyphausen. Ihm gelang es später mit Unterstützung seiner Mutter alten Lütetsburger Besitz, der seiner Linie infolge einer Familienfehde verloren gegangen war, wieder in Besitz zu nehmen. Friedrich Karl kam 1646 auf der Klunderburg in Emden zur Welt. Carl Friedrich kam 1646 in Klemperow zur Welt, wurde aber nur elf Tage alt. Sein Leichnam wurde nach Jennelt überführt und in der dortigen Gruft bestattet. 1654 starb ihr Mann Enno Adam im Alter von 42 Jahren an der Schwindsucht. Er wurde in einem vergoldeten und bemalten Kupfersarg in der Jennelter Gruft bestattet.
Die junge Witwe hatte Probleme, den Besitz für sich und ihre Kinder zu erhalten. Dafür reiste Occa als Witwe nach Brüssel, wo sich unter anderem die ehemalige Königin Christina von Schweden aufhielt. Vergeblich bat sie diese um Unterstützung. Schließlich zog Occa nach Schloss Klempenow, um sich um die dortigen Besitzungen zu kümmern. Ihre jungen Kinder ließ sie bei Verwandten in Jennelt zurück. Später wurde sie von ihren Nachkommen gelegentlich besucht. In Klempenow lernte sie vermutlich auch den schwedischen Grafen und General Erik Stenbock-Bogesund kennen, der in erster Ehe mit Katharina von Schwerin verheiratet war, deren Familie die 20 Kilometer von Klempenow entfernte Burg Spantekow gehörte.
Am 21. September 1656 heiratete das Paar. Ihr Mann fiel knapp zweieinhalb Jahre später am 11. Februar 1659 bei der Belagerung von Kopenhagen. Das Paar hatte keine Kinder, aber Occa hatte zehn Stiefkinder aus ihrer zweiten Ehe. Die vierzigjährige Witwe wollte für die Beerdigung ihres zweiten Mannes mit ihren Stiefkindern nach Schweden reisen, wurde dabei aber von Piraten überfallen. Erst die Intervention niederländischer Diplomaten machte die Weiterreise möglich. Im September 1660 wurde ihr Mann schließlich in Göteborg beerdigt. Occa bezog mit ihren Stiefkindern als Witwensitz das Haus Lindholm in Göteborg, dass sie aber bald an ihre Stiefkinder abtreten musste. Sie lebte danach hauptsächlich in Stockholm, war aber auch regelmäßig in Klempenow. 1671 ernannte Königin Hedwig Eleonora von Schweden sie zur Obersthofmeisterin. Meist lebte sie im Stockholmer Schloss, begleitete die Königin aber auch auf Reisen.
Schon zu Lebzeiten eckte sie mit ihrer kämpferischen Natur an, wie ein Pamphlet mit sexistischem Unterton, das anlässlich eines Rechtsstreites mit den Ommelanden entstand, bezeugt. Auch am schwedischen Hof hatte sie großen Einfluss. Das machte sie bei den Untergebenen der Königin unbeliebt.
Occa starb am 23. November 1686 „nach außgestandener langwürdiger Leibeß Schwachheit“ im Stockholmer Schloss. Die Hofdamen sollen den Tod der unbeliebten Occa mit einem Feuerwerk gefeiert haben. Schon vor ihrem Tod hatte sie in einem Kodizill darum gebeten, in Jennelt beigesetzt zu werden. Die Königin informierte Occas Sohn am nächsten Tag über den Tod seiner Mutter und ließ Occas Leichnam unter Begleitung von 16 Trabanten in Riddarholmskyrkan, der Grabkirche der schwedischen Könige, bringen, wo sie unter einem schwarzen Tuch und auf schwarzem Samt aufgebahrt und dort einige Wochen später provisorisch bestattet wurde. 1688 ließ Eva Sophia den Sarg ihrer Mutter per Schiff nach Lübeck, von dort über den Landweg nach Hamburg, dann über den Seeweg nach Greetsiel in Ostfriesland überführen, wo der Sarg mit ihren sterblichen Überresten vermutlich zunächst in der Jennelter Burg aufgestellt wurde, ehe sie schließlich im Juli und damit gut zwei Jahre nach ihrem Tod in der Gruft der Jennelter Kirche neben ihrem ersten Mann beigesetzt wurde. Sie war die Letzte, die in der Jennelter Gruft bestattet wurde. Nachfolgende Familienmitglieder wurden bis 1789 in der Familiengruft in der Bargeburer Kirche bestattet, seither auf der Insel der Seligen im Schlosspark Lütetsburg.
Occas Sarg ist der prächtigste in der Jennelter Gruft. Er galt deshalb lange als der von Dodo von Inn- und Knyphausen. Neue Erkenntnisse des niederländischen Historikers und Archivars Redmer Alma zeigen jedoch, dass darin Occa Ripperda bestattet wurde. Der Sarg war demnach 1687 im Auftrag der schwedischen Königin, der Occa als Oberhofmeisterin diente, hergestellt und im folgenden Jahr von Stockholm nach Jennelt überführt worden.

## Familie
Aus der Ehe mit Enno Adam Freiherr von Inn- und Knyphausen zu Jennelt (1611–1654) gingen folgende Kinder hervor, von denen vier in Farmsum, eines auf der Klunderburg in Emden und das jüngste auf der Burg Klempenow geboren wurden:
- Dodo (II.) zu Innhausen und Knyphausen (1641–1698) ⚭ Hedwig Orianna von Frydag (* 24. Januar 1648; † 5. Dezember 1694)
- Anna Margaretha (1642–1708)

⚭ Diederich Arnold von Hane (* 3. April 1622; † 31. Januar 1679)
⚭ Friedrich Caspar von Neuhoff gen. Ley (1645–1725)
- Hyma Adelheid (1643–1696)
- Eva Sophia (1644–1707)
- Carl Friedrich (1646–1646)
- Hero Moritz (1648–1678), holländischer Oberstleutnant, Kommandant von Leerort[6]

## Werke
Occa Ripperda ist Verfasserin eines Kochbuchs. Es hat 500 Seiten und enthält 1.080 Rezepte.